# Łabędzik (herb szlachecki)

Łabędzik – herb szlachecki.

## Opis herbu
W polu czerwonym, na zielonym pagórku - łabędź srebrny ukoronowany z jabłkiem złotym w dziobie. W klejnocie sześcioramienna złota gwiazda na ogonie pawim.

## Najwcześniejsze wzmianki
Nadany w 1790 na sejmie warszawskim.

## Herbowni
- Jagielski